# ГЕС Суншулін
ГЕС Sōngshùlǐng (松树岭水电站) — гідроелектростанція у центральній частині Китаю в провінції Хубей. Знаходячись після ГЕС Лонгбейван, становить нижній ступінь каскаду на річці Гуанду, правій твірній Духе, котра в свою чергу є правою притокою Ханьшуй (лівий доплив Янцзи). При цьому нижче по сточищу на самій Духе працює власний каскад, який починається із ГЕС Панкоу.
У межах проекту річку перекрили бетонною гравітаційною греблею висотою 68 метрів та довжиною 128 метрів. Вона утримує водосховище з об'ємом 48,2 млн м3 (корисний об'єм 22,6 млн м3) та припустимим коливанням рівня поверхні у операційному режимі між позначками 384 та 394 метра НРМ (під час повені рівень може зростати до 398,2 метра НРМ, а об'єм — до 57,5 млн м3).
Пригреблевий машинний зал обладнали чотирма турбінами потужністю по 12,5 МВт, які забезпечують виробництво 154 млн кВт-год електроенергії на рік.
Видача продукції відбувається по ЛЕП, розрахованій на роботу під напругою 110 кВ.